# Splendrillia kathyae
Splendrillia kathyae är en snäckart som först beskrevs av Tippett 1995.  Splendrillia kathyae ingår i släktet Splendrillia och familjen Drilliidae. Inga underarter finns listade i Catalogue of Life.